# Roger Crozier Saving Grace Award
De Roger Crozier Saving Grace Award werd jaarlijks gegeven aan de doelverdediger in de National Hockey League met het hoogste redpercentage (met minimaal 25 wedstrijden). Het is vernoemd naar Roger Crozier (1942-1996), een voormalig doelman. De prijs wordt sinds 2000 gegeven en de winnaar krijgt $25000 die hij moet geven aan een ijshockey-opleiding naar keuze. Na 2007 werd de prijs niet meer uitgereikt, maar logischerwijs is er nog steeds een officieuze winnaar die men kan aanwijzen. Marty Turco is de enige tweevoudig winnaar van de prijs, beide keren in dienst van de Dallas Stars.

## Winnaar
- 2010 - Tuukka Rask, Boston Bruins
- 2009 - Tim Thomas, Boston Bruins
- 2008 - Dan Ellis, Nashville Predators
- 2007 - Nicklas Bäckström, Minnesota Wild
- 2006 - Cristobal Huet, Montreal Canadiens
- 2005 - Geen winnaar door de staking
- 2004 - Dwayne Roloson, Minnesota Wild
- 2003 - Marty Turco, Dallas Stars
- 2002 - Jose Theodore, Montreal Canadiens
- 2001 - Marty Turco, Dallas Stars
- 2000 - Ed Belfour, Dallas Stars

Eastern Conference
Western Conference
Stanley Cup · Clarence S. Campbell Bowl · Prince of Wales Trophy · Presidents' Trophy · Hart Memorial Trophy · Lester B. Pearson Award · Conn Smythe Trophy · Art Ross Memorial Trophy · Maurice Richard Trophy · Calder Memorial Trophy · James Norris Memorial Trophy · Frank J. Selke Trophy · NHL plus/minus Award · Bill Masterton Memorial Trophy · Lady Byng Memorial Trophy · King Clancy Memorial Trophy · Mark Messier Leadership Award · Vezina Trophy · Roger Crozier Saving Grace Award · William M. Jennings Trophy · Jack Adams Award · Lester Patrick Trophy